# Gai Brillant
Gai Brillant est un cheval trotteur français, né le 29 avril 1994 et mort en août 2014, spécialiste du trot monté. Il se fit remarquer par deux saisons exemplaires où il emporta la plupart des classiques et semi-classiques réservés à sa génération dans sa spécialité.

## Naissance et élevage
Gai Brillant nait le 29 avril 1994. Son père est le champion de trot monté Podosis, vainqueur notamment du Prix de Cornulier 1988. Sa mère est Altissima, une fille de Mon Tourbillon élevée par Pierre-Désiré Allaire, qualifiée mais qui n'a ensuite plus jamais connu les pistes d'hippodromes. Gai Brillant est élevé par Maurice-François Guérin.

## Carrière au haras
Ses premiers produits sont des M (nés en 2000). Le plus riche est Nobilis Giel 1'12, né en 2001, ayant gagné 797 200 €, lauréat notamment du Prix d'Essai et du Prix des Centaures. Trente-quatre des produits de Gai Brillant ont dépassé les 100 000 € dont Ragtime du Parc et Okapi de Fael, également vainqueurs de Groupe II. Il meurt à la fin du mois d'août 2014, euthanasié à la suite d'une blessure accidentelle.

## Palmarès
- Saint-Léger des Trotteurs (Gr.1, 1997)
- Prix d'Essai (Gr.1, 1997)
- Prix de Vincennes (Gr.1, 1997)
- Prix des Centaures (Gr.1, 1998)
- Prix du Président de la République (Gr.1, 1998)
- Prix des Élites (Gr.1, 1998)
- Prix Édouard-Marcillac (Gr.2, 1997)
- Prix Hémine (Gr.2, 1997)
- Prix Pierre-Gamare (Gr.2, 1997)
- Prix Raoul-Ballière (Gr.2, 1997)
- Prix de Pardieu (Gr.2, 1998)
- Prix Camille-de-Wazières (Gr.2, 1998)
- Prix Louis-Le-Bourg (Gr.2, 1998)
- Prix René-Palyart (Gr.2, 1998)
- Prix Henri-Ballière (Gr.2, 1998)
- Prix Olry-Roederer (Gr.2, 1998)
- Prix Edmond-Henry (Gr.2, 1998)

## Origines
| Origines de Gai Brillant, mâle, bai. | Origines de Gai Brillant, mâle, bai. | Origines de Gai Brillant, mâle, bai. | Origines de Gai Brillant, mâle, bai. |
| ------------------------------------ | ------------------------------------ | ------------------------------------ | ------------------------------------ |
| Père Podosis                         | Florestan (US)                       | Star's Pride (US)                    | Worthy Boy (US)                      |
| Père Podosis                         | Florestan (US)                       | Star's Pride (US)                    | Stardrift (US)                       |
| Père Podosis                         | Florestan (US)                       | Roquépine                            | Atus II                              |
| Père Podosis                         | Florestan (US)                       | Roquépine                            | Jalna IV                             |
| Père Podosis                         | Civette II                           | Paléo                                | Fandango                             |
| Père Podosis                         | Civette II                           | Paléo                                | Rosina                               |
| Père Podosis                         | Civette II                           | Sa Reine                             | Garde Moi                            |
| Père Podosis                         | Civette II                           | Sa Reine                             | Victoria Queen                       |
| Mère Altissima                       | Mon Tourbillon                       | Amyot                                | Garde Moi                            |
| Mère Altissima                       | Mon Tourbillon                       | Amyot                                | Ouistreham II                        |
| Mère Altissima                       | Mon Tourbillon                       | Tornade IV                           | Chabrier                             |
| Mère Altissima                       | Mon Tourbillon                       | Tornade IV                           | Katia Bonheur                        |
| Mère Altissima                       | Ocre et Verte                        | Duc de Vrie                          | Quirinus III                         |
| Mère Altissima                       | Ocre et Verte                        | Duc de Vrie                          | Jézabel Héro                         |
| Mère Altissima                       | Ocre et Verte                        | Héra de Bellouet                     | Paléo                                |
| Mère Altissima                       | Ocre et Verte                        | Héra de Bellouet                     | Lola de Bellouet                     |